# Taufkirchen (Vils)
Taufkirchen (Vils) är en kommun och ort i Landkreis Erding i Regierungsbezirk Oberbayern i förbundslandet Bayern i Tyskland.